# Johann Heinrich Zopf
Pour les articles homonymes, voir Zopf.
 (janvier 2007).
Améliorez-le ou discutez des points à vérifier. 
Johann Heinrich Zopf, né le 6 avril 1691 à Gera et mort le 1er février 1774 à Essen, est un historien et théologien allemand.

## Biographie
Il fit ses études à l'université de Halle puis devint directeur du gymnase luthérien d'Essen en 1719. Il s'y fit remarquer par son savoir jusqu'à sa mort, qui survint dans le mois de février 1774. Il publia, en 1729, un Précis de l'histoire universelle, qui eut beaucoup de succès dans les écoles d'Allemagne et qui fut imprimé dix-sept fois pendant la vie de l'auteur. Cet ouvrage a eu encore plusieurs éditions depuis ; et celle qui a été faite par le professeur Kranse a été traduite en français par Hendrik (francisé en Henri) Jansen (1741-1812) et publiée par Schoell sous ce titre : Précis d'histoire universelle, politique, ecclésiastique et littéraire, depuis la création du monde jusqu'à la paix de Schœnbrunn, continuée sur un plan plus étendu, et augmentée d'une Histoire de la Révolution française, etc., Paris, 1810, 5 vol. in-12.
Dans cet ouvrage, Zopf a pris pour base l'histoire des Juifs, et il y rattache le synchronisme des autres nations. Arrivé à notre ère, c'est l'empire romain qui lui sert de centre ; puis, il regarde l'empire germanique comme la continuation de l'empire romain, et y rattache la suite de toute l'histoire moderne. Le traducteur a modifié ce plan, en donnant un peu plus de place à l'histoire des autres peuples.
Zopf s'est aussi intéressé au phénomène des vampires et lui a consacré un ouvrage intitulé Dissertatio de vampyris Serviensibus, publié à Duisbourg en 1733.

## Œuvres
- De simulatione pseudo-politica. 1720.
- De perfectione vera et imaginaria. 1722.
- Progr. de licentia seculari. 1722.
- Diss. mor. de aemulatione. 1724.
- Commentatio Physico-Moralica de Providentia Dei Fulminantis, Contra Profanas Atheorum Et Naturalistarum Cavillationes Vindicata (1728).  (ISBN 1-168-79218-5).
- Grundlegung Der Universal-Historie (1729).  (ISBN 1-104-81445-5).
- De baptismo hyper tōn nekrōn ex I. Cor. XV. 29: dissertatio theologico philologica. 1731.
- Dissertatio de Vampyris Serviensibus. Duisburg 1733.
- Introdvctio In Antiqvitates Sacras Vetervm Hebraeorvm: Cvm Aliqvali Fasciarvm Typicarvm Evolvtione Conivncta Atqve Vsvi Praelectionvm Pvblicarvm Adcommodata Halle 1734.
- Ivrisprvdentia Natvralis, Oder Kurtzgefasste und deutlich erläuterte Grund-Sätze der Natürlichen Rechts-Gelahrtheit: Zum nützlichen und unanstössigen Gebrauch der studirenden Jugend entworfen Halle 1734.
- Logicaenvcleata, Oder, Erleichterte Vernunft. Nebst Vorrede von Johann Georg Walch. 1735.
- Leben und Thätigkeit Des Gerechtmachenden Glaubens: wobey absonderlich die Frage: Ob innerliche gute Wercke dem Glauben, wenn er rechtfertiget, gegenwärtig sind? ... ; Zur nöthigen Lehr- und Ehrenrettung Des Hochverdienten Jenaischen Theologi D. Iohannis Francisci Bvddei gegen die Irrung- und Verunglimpfungen Herrn D. Ioh. Daniel Klvge in Dortmund. 1735.
- De eo qvod ivstvm est circa cruentionem cadauerum. 1737.
- Programma de Friderici Barbarossae singularibus in ordinem litterarium meritis. 1745.
- Mitautor: Herrn Paters Renatus le Bossu, ... Aufsehers der Bibliothek der Abtey der heiligen Genovefa zu Paris, Abhandlung vom Heldengedicht. 1757.
- Die hebräische und chaldäische Grammatik des ... Johann Andreas Danzens, in deutsche übersetst ... von George David Kypken: Anhang zu der deutschen Uebersetzung der Danzischen Grammatik 1757.
- Von Portugall, Spanien, Frankreich, den Niederlanden, Deutschland, Schweitz und Italien: Nebst einem vollständigen Register. Band 1. Neueste Geographie nach allen vier Theilen der Welt : darinnen nach einer kurzen Vorbereitung von der Geographie überhaupt wie auch von dem Planiglobio oder ganzen Erdkugel die Lage und Abtheilung der Länder, die vornehmsten Städte, ... beschrieben werden. 1762.
- Von Engelland, Schottland, Irrland, Dännemark Norwegen, Schweden, Preussen, Polen, Rußland, Hungarn, der Türkey wie auch Asia, Afrika, Amerika und den unbekannten Ländern: Nebst einem vollständigen Register. Band 2 von Johann Heinrich Zopfens Direct. Gymn. Essend. Neueste Geographie nach allen vier Theilen der Welt: darinnen nach einer kurzen Vorbereitung von der Geographie überhaupt wie auch von dem Planiglobio oder ganzen Erdkugel die Lage und Abtheilung der Länder, die vornehmsten Städte, ... beschrieben werden. 1763.
- Introductio ad lectionem cursoriam veteris testamenti continens praecognita lectiones Biblicae de Auctore ... una cum partitione ... et analysi accedit quadriga dissertationum .... 1763.

## Source
- Hugo Bloth, Brückenschlag zwischen dem Burg- und Gröning'schen Gymnasium in Essen und Stargard seit mehr als 150 Jahren in Festschrift 150 Jahre Burggymnasium Essen, Essen, 1974, p. 32-35.
- Eduard Heyden, Gallerie berühmter und merkwürdiger Reussenländer: eine biographische Sammlung, Frankfurt am Main, 1858, f. 171